# Novomîkolaiivka, Bobrîneț
Novomîkolaiivka (în ucraineană Новомиколаївка) este localitatea de reședință a comunei Novomîkolaiivka din raionul Bobrîneț, regiunea Kirovohrad, Ucraina.

## Demografie
Componența lingvistică a localității Novomîkolaiivka
     Ucraineană (95,33%)
     Română (2,67%)
     Rusă (1,33%)
     Alte limbi (0,67%)
Conform recensământului din 2001, majoritatea populației localității Novomîkolaiivka era vorbitoare de ucraineană (95,33%), existând în minoritate și vorbitori de română (2,67%) și rusă (1,33%).